# Joan C. Edwards Stadium
Joan C. Edwards Stadium é um estádio localizado em Huntignton, Virgínia Ocidental, Estados Unidos, possui capacidade total para 38.227 pessoas, é a casa do time de futebol americano universitário Marshall Thundering Herd football da Universidade Marshall. O estádio foi inaugurado em 1991 em substituição ao Fairfield Stadium e leva o nome do empresário James F. Edwards.